# 飛天法寶
《飛天法寶》（英語：Flubber）是一部1997年上映的美國科幻喜劇片，由萊斯·梅菲爾德執導，羅賓·威廉斯等人主演。

## 外部連結
- 官方网站
- 互联网电影数据库（IMDb）上《飛天法寶》的资料（英文）
- TCM电影资料库上《飛天法寶》的资料（英文）
- 爛番茄上《飛天法寶》的資料（英文）
- Box Office Mojo上《飛天法寶》的資料（英文）
- Flubber Film Location - Professor's home